# Ioánnis Metaxás
Pour les articles homonymes, voir Metaxás.
Ioánnis Metaxás (en grec : Ιωάννης Μεταξάς), né le 12 avril 1871 à Ithaque et mort le 29 janvier 1941 à Athènes, est un militaire et homme politique grec. Il est Premier ministre du royaume de Grèce de 1936 à sa mort, durant la période de dictature appelée régime du 4-Août.

## Biographie

### Famille et formation

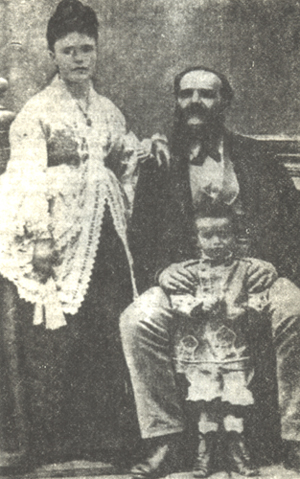
Ioánnis Metaxás et ses parents, vers 1875.

Il appartient à une des branches d'une grande famille de Céphalonie, les Metaxás. Il nait à Ithaque où son père est préfet. En 1885, il entre à 14 ans à l'École des Évelpides dans la région d'Athènes, la principale académie militaire grecque, dans le corps du génie, et en sort en 1890 avec le grade de sous-lieutenant. En 1897, il rejoint le Ministère de la Guerre, aux côtés d'un de ses parents, Nicolas Metaxás, alors ministre.
Il se distingua[réf. nécessaire] lors de la guerre de 1897 contre l'Empire ottoman. Il suit ensuite les cours de l'Académie militaire prussienne de Berlin. De retour en Grèce, il entre à l'état-major où il s'emploie à moderniser l'armée de son pays. Il la trouve très indisciplinée comparée à l'armée allemande qu'il admire. Son action permit les victoires grecques[réf. nécessaire] lors des guerres balkaniques. Il devient général et chef d'état-major.
Franc-maçon, il est membre de la loge Esiode.

### Schisme national et exil
Monarchiste fervent, il soutient le roi Constantin Ier lorsque celui-ci cherche à maintenir la neutralité grecque lors de la Première Guerre mondiale. Il démissionne de l'état-major en signe de protestation contre les projets d'intervention du Premier Ministre Elefthérios Venizélos dans les Dardanelles aux côtés de l'Entente. La victoire définitive d'Eleftherios Venizelos dans le conflit - désigné sous le nom de Schisme national - qui l'oppose au souverain en juin 1917 oblige Constantin à fuir le pays. Metaxás l'accompagne en exil.

### Retour en Grèce
Il ne revient en Grèce qu'en 1920 et démissionne alors de l'armée. Il critique le déroulement des opérations en Asie Mineure. Il entre en politique à l'abolition de la monarchie. Il fonde en 1923 un petit mouvement d'extrême-droite : le Parti de la Libre Opinion.
À la suite d'un plébiscite contesté, Georges II, fils de Constantin, revient sur le trône en 1935. Les élections à la proportionnelle de janvier 1936 aboutissent à une impasse parlementaire entre Panagis Tsaldaris et Themistoklis Sophoulis. Le Parti Communiste (KKE), quant à lui, ne cesse de gagner du terrain politiquement. En mars, le roi nomme Metaxás ministre de la guerre d'un gouvernement de transition, puis Premier Ministre le 13 avril 1936 à la mort du premier ministre Demertzís.

### Régime du 4 août
L'agitation sociale permit à Metaxás de déclarer l'état d'urgence. Il suspend ensuite, sine die, le Parlement et divers articles de la constitution. Le 4 août 1936, Metaxás est, dans les faits, dictateur. Il s'inspire alors des formes autoritaires du régime fasciste italien de Mussolini. Il interdit les partis politiques. Il fait arrêter les opposants : près de 15 000 Grecs sont arrêtés et torturés durant les cinq ans de la dictature de Metaxás. Il déclare les grèves illégales et instaure la censure. Il n'a cependant que peu de soutien populaire. Surtout, son idéologie, nommée metaxisme par la suite, explicite surtout de grandes lignes générales et reste floue pour le reste. Il insiste sur le concept de Troisième Civilisation Hellénique, combinant les splendeurs de la Grèce antique païenne et de la Grèce byzantine chrétienne. Il charge son Organisation Nationale de la Jeunesse (EON) de diffuser cette idéologie. Il cherche à se concilier la population en améliorant les conditions de travail : augmentation des salaires et limitation de la durée du travail.

### Seconde Guerre mondiale

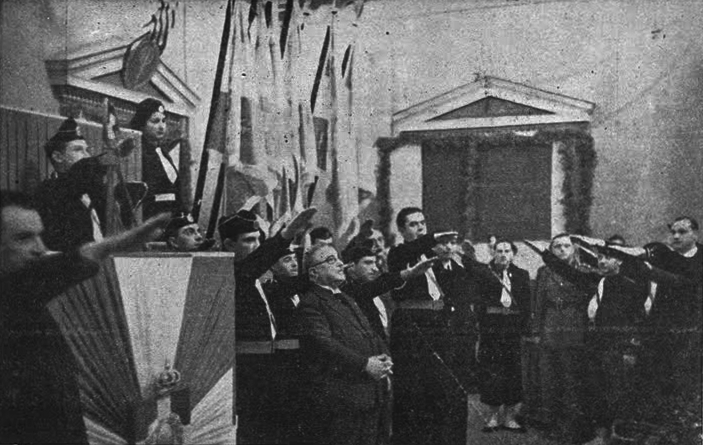
Ioánnis Metaxás, au centre du groupe, en 1938.

Malgré sa fascination pour les régimes fascistes, Metaxás est plus proche des démocraties occidentales sur le plan diplomatique. En effet, si l'Allemagne nazie et l'Italie fasciste sont pour lui des alliées naturelles, il craint l'expansionnisme italien en Méditerranée. La flotte britannique devient alors une garantie pour l'indépendance grecque. En septembre 1939, Metaxás choisit la neutralité. Le 15 août 1940, un sous-marin italien coule le croiseur grec Elli dans le port de Tinos lors du pèlerinage pour l'Assomption. Mussolini envoie en octobre suivant un ultimatum prévu pour être inacceptable : la Grèce devait autoriser l'occupation par les armées italiennes de tous ses sites stratégiques. Metaxás se rendit alors extrêmement populaire en disant en français : « Alors, c'est la guerre ». La légende remplace cette phrase par le mot grec: « Ὄχι » (« Non »), d'où l'appellation du « Jour du Non ». L’Italie envahit le 28 octobre la Grèce depuis son protectorat albanais, déclenchant la guerre italo-grecque. La défense grecque est héroïque, repoussant les Italiens en Albanie.
Metaxás meurt à Athènes, le 29 janvier 1941 d'un abcès au pharynx.

## Jugement d'un contemporain
Le poète Georges Séféris est aussi consul et ambassadeur de Grèce, et tient un Journal politique. Son jugement sur Metaxás est celui d'un haut fonctionnaire d'une lucidité sans concession sur la machine fasciste et l'avilissement du régime : « Le seul appui populaire dont disposa Metaxás fut la lassitude générale [...] Metaxás était le plus fort de ce qu'il restait de politiciens connus. Il était, certes, autoritaire, égocentrique, fanatique et caractériel, mais il avait la tête politique et de la vigueur. Il se servait de ceux qui l'entouraient — de purs médiocres se précipitant pour lui baiser la main — comme de larbins. »